# Hélène Hallier
Pour les articles homonymes, voir Hallier.
Hélène Hallier est une actrice française de l'entre-deux guerres, née le 27 septembre 1898 au Chevain (Sarthe) et morte le 18 avril 1977 à Sotteville-lès-Rouen (Seine-Maritime).

## Filmographie
- 1926 : Bibi-la-Purée de Maurice Champreux
- 1926 : Fräulein Mamma, de Géza von Bolvary
- 1926 : Die Wiskottens, d'Arthur Bergen : Anna
- 1927 : Hotelratten, de Jaap Speyer : Ethel Bellmann
- 1927 : Wie heirate ich meinen Chef ? / Comment puis-je épouser mon patron ?, d'Erich Schönfelder
- 1927 : Die Königin des Variétés, de Johannes Guter : Helga
- 1927 : La Revue des revues / Paris qui charme, film en couleurs d'Alex Nalpas et Joe Francis : Gabrielle Derison
- 1928 : La Croix sur le rocher, d'Edmond Levenq et Jean Rosne : Anne-Marie Le Goff[3]
- 1929 : Embrassez-moi, de Robert Péguy : Géraldine
- 1929 : Maman Colibri, de Julien Duvivier : Miss Dickson
- 1929 : J'ai l'noir ou le Suicide de Dranem, de Max de Rieux
- 1930 : Le Tampon du capiston, de Joe Francis et Jean Toulout : Yvonne
- 1930 : La Prison en folie / Le Soleil à l'ombre, d'Henry Wulschleger : Monique Lancrey
- 1931 : L'Affaire de la clinique Ossola, de René Jayet
- 1931 : L'Ensorcellement de Séville, de Benito Perojo
- 1932 : Un chien qui rapporte, de Jean Choux : une locataire